# 1992年の日本の女性史
1992年の日本の女性史（1992ねんのにほんのじょせいし）は、1992年（平成4年）の日本における女性に関するできごとを時系列的に挙げる。
本項目は歴史研究としての女性史ではなく、日本における女性に関するできごとをある体系に基づいて述べようとするものではない。
- 1月17日 宮澤喜一首相、韓国国会で、従軍慰安婦問題の公式謝罪。韓国政府、真相究明と補償を日本政府に求めることを決定
- 2月18日 カネボウ、落ちにくい口紅テスティモを発売、空前の大ヒット
- 2月- ワコール「グッドアップブラ」発売、胸元を強調して美しく見せるブラジャー、女性に大人気、ロングセラーに
- 3月- 中央薬事審議会、ピル（経口避妊薬）解禁はエイズ拡大につながるとの理由で認可を当分見送る。
- 3月- 日本ウェイトリフティング協会、高校選抜大会（千葉）で初めて女子の部を設ける。
- 4月1日 育児休暇法施行。4-6月で、労働組合の34%で計862人が休業を取得、うち15人が男性。
- 4月5日 防衛大学校本科に初の女性入学者
- 4月16日 1989年8月に提起された日本初のセクハラ裁判（福岡セクシュアルハラスメント事件）で原告の晴野まゆみ（判決の四年後に実名公表[1]）に全面勝訴判決[2]。福岡地方裁判所は被告上司のセクシュアル・ハラスメント行為と会社の使用者責任を認め、慰謝料の支払いを命じた[3]。被告側は控訴せず判決が確定した[4]。
- 6月- 農林水産省、農産漁村の女性に関する中長期ビジョン懇談会報告書「新しい農産漁村の女性」、政府の報告書として初めて農業経営のなかでの女性の役割の明確化・個の確立を提言
- 7月15日 今給黎教子、ヨットで日本女性初の単独無寄港世界一周を達成[注 1]。
- 7月15日 警視庁、自動車警ら隊の婦人警官に男性警官と同様にピストルを携帯させる。
- 7月- バルセロナオリンピック、水泳200m平泳ぎで14歳の岩崎恭子金メダル、女子マラソンで有森裕子銀メダル
- 7月- 日本政府、旧日本軍が慰安婦問題に関与した事実を正式に認めるが、強制連行については否定
- 8月- 日本人夫婦11組が米国で代理母契約を結ぶ、米国代理母斡旋会社日本事務所代理出産情報センター発表
- 8月- ソウルで統一協会合同結婚式、約2万組の中に日本の芸能人も含まれ、注目される。
- 8月-9月 日中女性学者のシンポジウム「女性と科学技術」、北京市で開催
- 9月27日 外国人女性の駆け込み寺「女性の家サーラー」設立、横浜市に、売春などの強要から逃避しようとする外国人女性を守るため。実際は、外国人女性を含む全ての女性からあらゆる相談を受け、自立支援に関する事業を行うことが目的。
- 8月- ワコール、20-30歳代の日本女性のボディサイズを調査。10年前に比してヒップの位置が身長のほぼ半分、脚の長さは10年前に比して20歳代後半は2.5 cm、30歳前半では3.6 cm伸びていることがわかる。
- 12月10日 大阪府警察、全国初の女性機動隊3人を関西国際空港に配備
- 12月12日 宮澤内閣改造、初の婦人問題担当大臣に河野洋平官房長官
- 12月25日 釜山従軍慰安婦・女子勤労挺身隊公式謝罪等請求訴訟、韓国釜山元従軍慰安婦と女子勤労挺身隊員らが日本政府に賠償を求め、山口地方裁判所に提訴
3次に渡る訴訟を経て、2003年3月25日、最高裁判所判決、原告敗訴確定
- 12月- 京都橘女子大学に女性歴史文化研究所 開設、「女と男の関係」として歴史をとらえなおすことを目指す。

## この年
- 国際結婚増加、約2万6,000件、日本人の結婚全体の3%。1970年には結婚全体の0.5%だった。
- エステティックをめぐるトラブル急増、国民生活センター等に寄せられた苦情6,502件、5年前の約3倍
- 婦人服メーカーのレリアン、配偶者の転勤等状況に応じて希望地に転勤できる「自己都合転勤制度」（オシドリ転勤）を制度化